# Maigret è solo
Maigret è solo (titolo originale francese Maigret chez le ministre, pubblicato in traduzione italiana dal 2005 col titolo originale Maigret e il ministro) è un romanzo di Georges Simenon con protagonista il commissario Maigret.
Il romanzo è stato scritto alla tenuta Shadow Rock Farm di Lakeville (Connecticut), negli Stati Uniti d'America, dal 16 al 23 agosto 1954: pubblicato in Canada sul magazine Le Cercle du roman policier nell'estate dello stesso anno, apparve in Francia il 25 gennaio 1955 presso l'editore Presses de la Cité.
È il quarantaseiesimo romanzo dedicato al celebre commissario.

## Trama

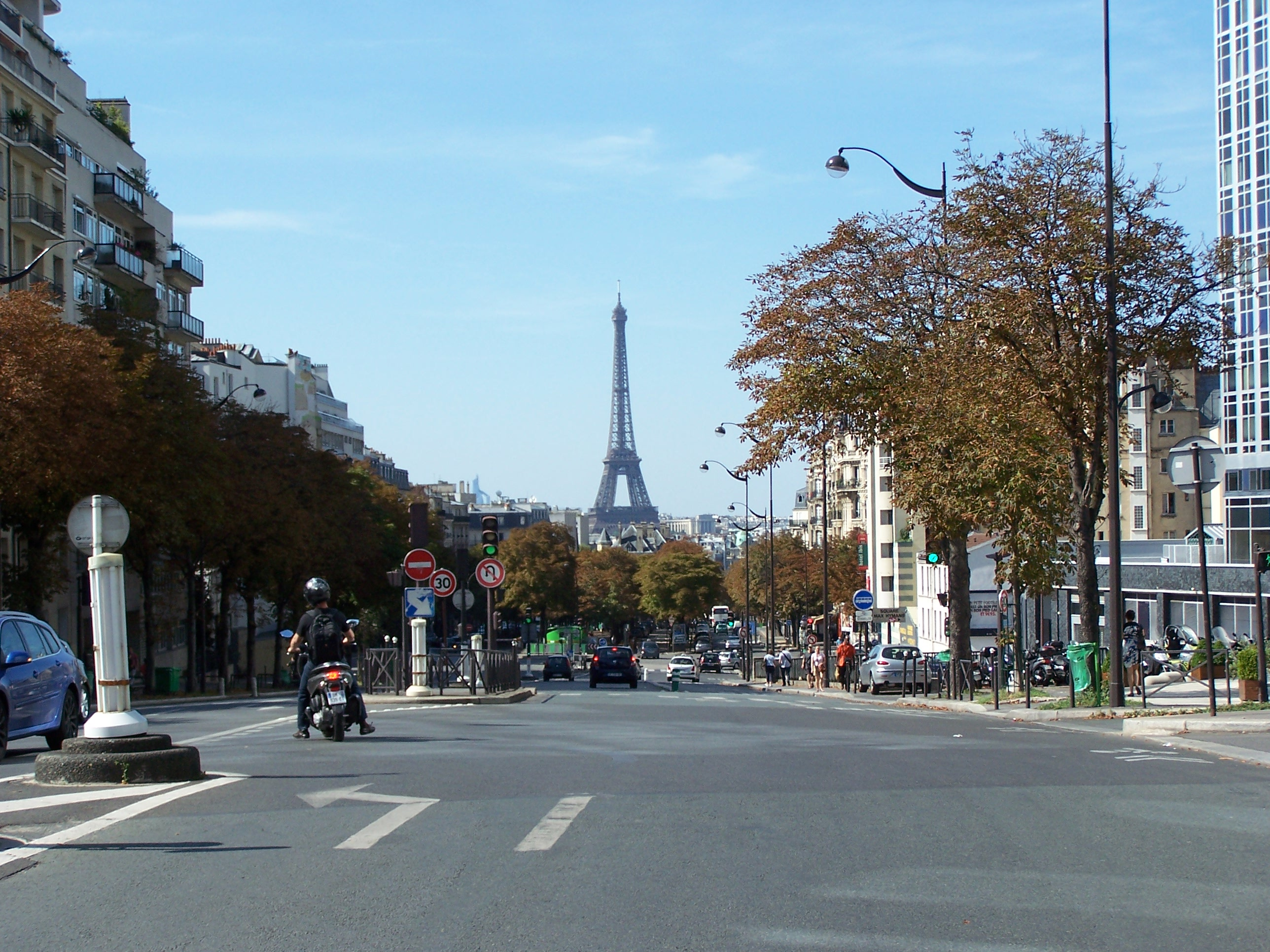
Vista sul Boulevard Pasteur, sullo sfondo la torre Eiffel

Il ministro dei lavori pubblici, Auguste Point, chiama Maigret a casa e chiede di potersi incontrare in maniera riservata. Maigret si reca dunque la sera stessa a incontrarlo in un appartamento di boulevard Pasteur, dove il ministro gli racconta che gli hanno sottratto un documento importante riguardante un sanatorio (in un paese immaginario chiamato Clairfond, vicino a Megève) di proprietà dello Stato crollato causando la morte di 128 bambini. Il professor Calame, perito e specialista della scuola nazionale francese d'ingegneria civile, aveva previsto la catastrofe e aveva scritto un rapporto dettagliato che però è stato trascurato dai politici; questo documento è scomparso e sono molti coloro ai quali farebbe comodo che non venga ritrovato. Il ministro, dunque, non può ammettere di essere stato derubato, perché lo accuserebbero di aver fatto sparire apposta la perizia e di aver montato il furto come scusa per salvarsi o salvare qualche collega e questo porterebbe all'annientamento della propria reputazione e carriera politica, cosa che potrebbe rientrare nella strategia di chi ha rubato il documento. Deve quindi chiedere al commissario di ritrovarlo, o almeno identificare il ladro, senza attirare su di sé l'attenzione della stampa, la quale conosce che il rapporto era in questi giorni nelle sue mani. Il deputato Joseph Mascoulin, avido di potere e senza scrupoli, potrebbe essere invischiato nel furto. Maigret comincia a interrogare Blanche Lamotte, segretaria del ministro. Manda Janvier a prendere informazioni su di lei; il giovane Lapointe a investigare su Jules Piquemal, assistente di Calame che nel frattempo è morto di tumore, e l'ispettore Lucas a investigare su Jacques Fleury, capo di gabinetto dei lavori pubblici. Scopre dunque che Jules Piquemal è sparito; è stato visto con un uomo che, dopo una serie di false piste, risulta essere Eugène Benoît, ex-poliziotto e investigatore privato che infine ammette di aver rubato il rapporto, il quale è stato fotocopiato e distrutto. Maigret sa che Benoît è a servizio di Mascoulin, ma non potrà provarlo. Ha comunque salvato la reputazione del ministro.

## Film e televisione
Il romanzo è stato adattato almeno cinque volte per la televisione:
- Nell'episodio dal titolo High Politics, della serie televisiva Maigret e trasmesso per la prima volta sulla BBC il 22 ottobre 1962, con Rupert Davies nel ruolo del commissario Maigret.
- Nell'episodio dal titolo Maigret chez le ministre, facente parte della serie televisiva Les enquêtes du commissaire Maigret per la regia di Louis Grospierre, trasmesso per la prima volta su Antenne 2 l'11 gennaio 1987, con Jean Richard nel ruolo del commissario Maigret.
- Nel film televisivo dal titolo Megre u ministra, trasmesso per la prima volta nel 1987 nell'Unione Sovietica, per la regia di Vyacheslav Brovkin, con Armen Djigarkhanyan nel ruolo del commissario Maigret.
- Nell'episodio dal titolo Maigret and the Minister, della serie televisiva britannica Maigret, trasmesso il 11 aprile 1993, per la regia di Nick Renton e con Michael Gambon nel ruolo del commissario Maigret.
- Nell'episodio dal titolo Maigret chez le ministre, facente parte della serie televisiva Il commissario Maigret per la regia di Christian de Chalonge, trasmesso per la prima volta su France 2 il 1º febbraio 2002, con Bruno Cremer nel ruolo del commissario Maigret. In Italia l'episodio è apparso per la prima volta il 18 agosto 2007 con il titolo Maigret e il dossier scomparso.

## Edizioni italiane
- Maigret è solo, traduzione di Lidia Ballanti, Collana Il girasole. Biblioteca Economica n.56, Milano, Arnoldo Mondadori Editore, 1956.[2]
- Maigret è solo, traduzione di Marianna Basile, Milano, Mondadori, 1992.
- Maigret e il ministro, traduzione di Fernanda Littardi, Collana gli Adelphi n.263, Milano, Adelphi, 2005,  p. 180, ISBN 978-88-459-1965-7.